# بادام آغاج
بادام آغاج (به ترکی آذربایجانی: Badamağac) یک منطقه مسکونی در جمهوری آذربایجان است که در شهرستان جلیل‌آباد واقع شده است.